# Махаль

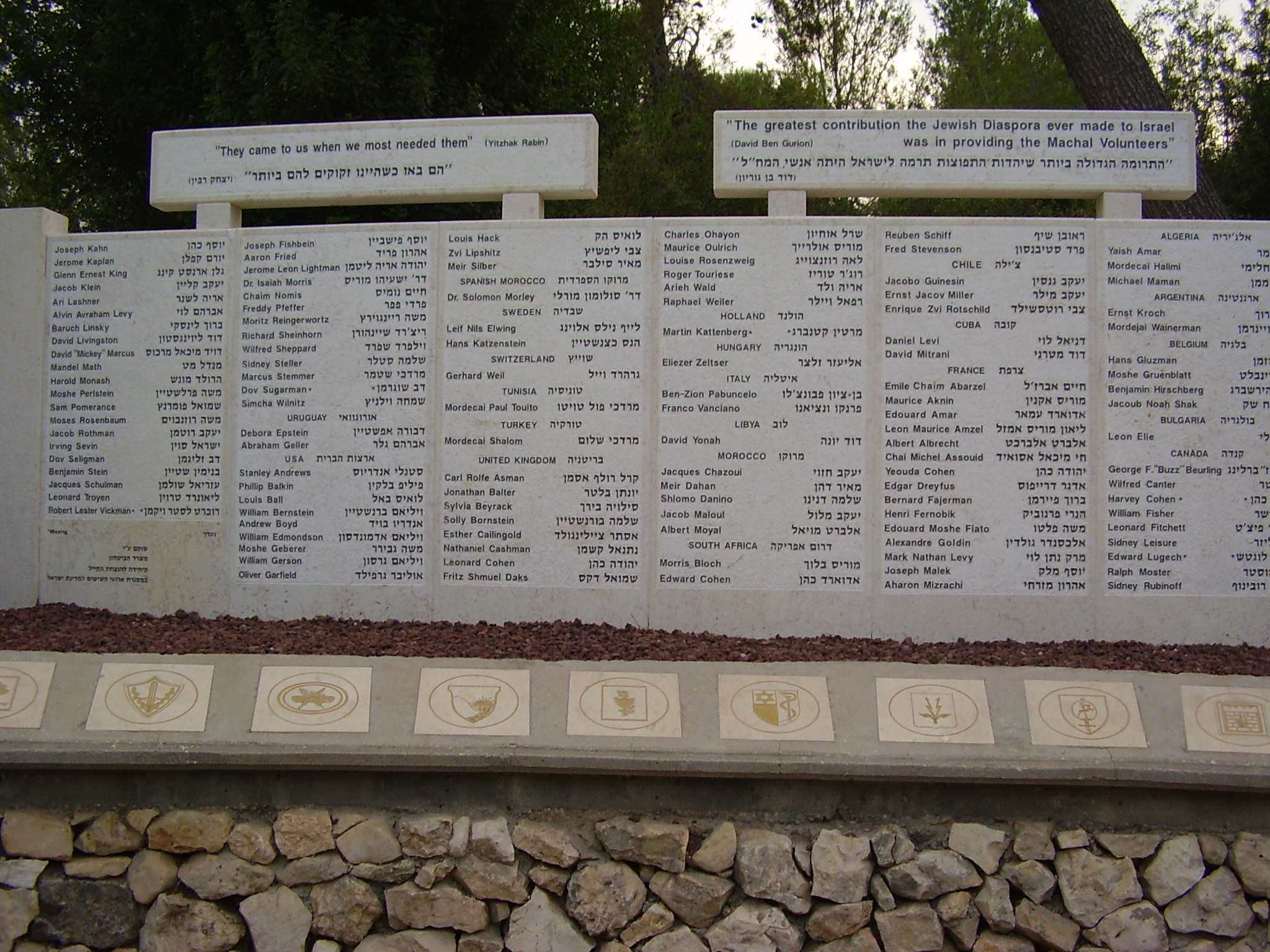
Список добровольцев Махаля, погибших в Войне за независимость (по странам)

Махаль (ивр. מח"ל‎ акроним от ивр. מתנדבי חוץ לארץ‎ — иностранные добровольцы в Израиле) — официальное название, данное добровольцам со всего мира, почти все из которых были евреями, которые приехали в Израиль во время войны за независимость для того, чтобы помочь организовать оборону, а затем в Армии обороны Израиля сформировать боеспособные соединения. От 3500 до 4000 добровольцев со всего мира собрались в Израиле для помощи в борьбе за независимость. Большинство из них после окончания войны покинули Израиль, однако некоторые остались в нём жить.

## История
Добровольцами «Махаля» были в основном ветераны Второй мировой войны, служившие в американских и британских вооруженных силах. Союзнические войска были значительно сокращены после окончания войны, и многие солдаты были демобилизованы, кроме того мирная жизнь не устраивала многих ветеранов, особенно пилотов. В различных обстоятельствах они были приглашены к борьбе еврейского государства за независимость или самостоятельно услышали об этом и приехали в Израиль добровольцами. Среди них были как иудеи, так и христиане (как правило сторонники идеологии сионизма), а также просто наёмники.
Одним из самых высокопоставленных добровольцев «Махаля» был Микки Маркус, полковник армии США еврейского происхождения, который взялся помогать израильским войскам во время войны и стал первым в Израиле бригадным генералом. Военный опыт Маркуса имел жизненно важное значение в преодолении осады Иерусалима в 1948 году.

## Распределение в войсках
Почти все добровольцы приехали в Израиль летом 1948 года и приняли участие в войне уже в её завершающей стадии.

### ВВВС Израиля
Наибольшее присутствие добровольцев «Махаль» ощущалось в ВВС Израиля, их численность составляла почти четверть персонала ВВС, что привело к тому, что английский язык обогнал иврит как наиболее распространенный язык, употреблявшийся в ВВС.